# لازلو الأول ملك المجر
لاديسلاوس الأول من المجر (بالمجرية: I. László magyar király) (و. 1046 – 1095 م) هو الابن الثاني للملك بيلا الأول ملك المجر وزوجته ريفيزا (أو أديليده) البولندية. بعد وفاة الملك بيلا في عام 1063، اعترف لاسلو وشقيقه الأكبر كَيزا بابن عمهما، شَلَمون (سليمان)، ملكًا شرعيًا، مقابل دوقية والدهما السابقة التي اشتملت على ثلث المملكة. تعاون الشقيقان مع شَلَمون طوال العقد التالي. وتعود الأسطورة الأكثر شعبية حول لاسلو، إلى تلك الفترة الزمنية، وتروي معركته مع «قومان» (غازي بدوي تركي) الذي اختطف عذراء مجرية. تدهورت علاقة الأخوين مع شَلَمون في أوائل سبعينيات القرن الحادي عشر فتمردا عليه. أُعلن كَيزا ملكًا في عام 1074، مع احتفاظ شَلَمون بسيطرته على المناطق الغربية من مملكته. كان لاسلو المستشار الأكثر نفوذًا لأخيه كَيزا خلال فترة حكمه.
توفي كَيزا في عام 1077، فنصّب أنصاره أخاه لاسلو ملكًا عليهم. قاوم شَلَمون لاسلو بمساعدةٍ من الملك هنري الرابع ملك ألمانيا، وبالمقابل دعم لاسلو خصوم الملك هنري خلال نزاع التنصيب. تنازل شَلَمون عام 1081 عن الحكم واعترف بسلطان لاسلو، لكنه تآمر فيما بعد لاستعادة التاج الملكي، فسجنه لاسلو. طوّب لاسلو في عام 1085 أول القديسين المجريين (وكان من بينهم أقارب له بعيدين، مثل الملك ستيفن الأول والدوق إمريك) وأطلق سراح شَلَمون خلال حفل القداس.
كان تركيز لاسلو الأساس، بعد سلسلة من الحروب الأهلية على استعادة الأمن العام. فسنّ تشريعات صارمة تعاقب من انتهكوا حقوق الملكية، إما بالموت أو ببتر الأعضاء. احتل لاسلو كرواتيا نحو عام 1091، وكان ذلك بداية توسع مملكة المجر في العصور الوسطى. ضمنت الانتصارات التي أحرزها لاسلو على البجانكة والقومان أمن الحدود الشرقية لمملكته طوال 150 عام تقريبًا. تدهورت علاقة لاسلو بالكرسي البابوي خلال السنوات الأخيرة من حكمه، سيما وأن البابوات ادعوا أن كرواتيا كانت إقطاعة من إقطاعاتهم، لكن لاسلو نفى هذه المزاعم.
طوّب البابا سلستين الثالث الملك لاسلو معلنًا قداسته في 27 يونيو من عام 1192. تصور الأساطير لاسلو على أنه ملك فارس وتقي، «تجسيد المثل الأعلى المجري للفروسية في أواخر العصور الوسطى». وبات قديسًا مشهورًا في المجر والدول المجاورة، وكُرس له عديد الكنائس هناك.

## السنوات الأولى (ما قبل 1064)
كان لاسلو الابن الثاني للملك القادم بيلا الأول ملك المجر وزوجته ريفيزا (أو أديليده)، التي كانت ابنة الملك ميسكو الثاني لامبرت ملك بولندا. ولد لاسلو وشقيقه الأكبر كَيزا في بولندا، حيث كان والدهم بيلا قد استقر منذ ثلاثينيات القرن الحادي عشر بعد نفيه من المجر. ولد لاسلو نحو عام 1040. ووفقًا لسيرته البطولية التي كتبت في أواخر القرن الثاني عشر، «كان التكوين الجسدي والروحي للاسلو شاهدًا على إرادة الله الكريمة منذ ولادته». يقول غالوس أنونيموس الذي عاصره على نحو ما، أن لاسلو «نشأ منذ الطفولة في بولندا» وكاد أن يصبح «بولنديًا في أسلوب حياته». وحصل على اسم سلافي: «لاسلو» المشتق من الاسم المذكر «فواديسواف».
عاد بيلا مع عائلته إلى المجر نحو عام 1048. وتسلّم دوقية تضم ثلث المملكة من شقيقه الملك أندرو الأول ملك المجر. يذكر تاريخ المجر المُصوّر أن شَلَمون ابن أندرو، «مُسح ملكًا، بموافقة الدوق بيلا وابنيه كَيزا ولاسلو» في عام 1507 أو عام 1508.
غادر بيلا الذي كان وريثًا لأندرو، مع ولديه إلى بولندا في عام 1059 قبل تتويج شَلَمون؛ وعادوا بتعزيزات بولندية ليباشروا تمردًا ضد أندرو. توج بيلا ملكًا في 6 ديسمبر بعد هزيمة أندرو. غادر شَلَمون البلاد ولجأ إلى الإمبراطورية الرومانية المقدسة. توفي بيلا الأول في 11 سبتمبر في عام 1063، قبل وقت من غزو القوات الألمانية المجر لاستعادة عرش شَلَمون. عاد لاسلو وأخواه كَيزا ولامبرت إلى بولندا، وتوج شَلَمون مرة أخرى ملكًا في سيكشفهيرفار. عاد الأخوة الثلاثة إلى المجر بعد مغادرة الألمان ووقعوا معاهدة مع شَلَمون لتجنب حرب أهلية أخرى في 20 يناير من عام 1064، اعترفوا فيها بحكم شَلَمون مقابل حصولهم على دوقية والدهم.

## دوق في هنغاريا (1077-1064)
اقتسم لاسلو وكَيزا إدارة دوقيتهما؛ إذ يبدو أن لاسلو استلم المناطق المحيطة ببيهار (الآن بيهاريا، رومانيا). تعاون كَيزا ولاسلو مع الملك شَلَمون بين عامي 1046 و1071. حدثت خلال هذه الفترة القصة الأكثر شعبية في أساطير لاسلو اللاحقة، وهي مقارعته المحارب «الكومان» الذي اختطف عذراء مسيحية. توترت العلاقات بين الملك شَلَمون وابني عمومته في أوائل سبعينيات القرن الحادي عشر. وعندما رافق كَيزا الملك شَلَمون في حملة عسكرية ضد الإمبراطورية البيزنطية في عام 1072، بقي لاسلو في الخلف مع نصف قوات الدوقية في مقاطعة زابولكس - زاتمار- بيريج «كي يثأر لشقيقه بيدٍ من حديد» في حال أضرّ شَلَمون بكَيزا.
بعد أن أدرك الملك والدوقان أن حربًا أهلية أخرى لابد حاصلة، بدأوا مفاوضات للحصول على مساعدة القوى الأجنبية. زار لاسلو كييف روس أولًا لكنه عاد دون تعزيزات. ذهب بعدها إلى مورافيا وأقنع الدوق أوتو الأول، ملك أولوموك بمرافقته إلى المجر مع القوات التشيكية. وفي الوقت الذي عادا إلى المجر، كان الجيش الملكي قد غزا بالفعل الدوقية وهزم قوات كَيزا في معركة كيميج في 26 فبراير من عام 1074. التقى لاسلو بأخيه الهارب في فاك، وقررا مواصلة القتال ضد شَلَمون. وتذكر أسطورة حفظها تاريخ المجر المصور أنه قبل المعركة، «رأى لاسلو في وضح النهار رؤيا من السماء» لملاك يضع تاجًا على رأس كَيزا. وتنبأت الأسطورة في فصلٍ آخر بانتصار الدوقين على الملك: إذ قفز «قاقم بلون أبيض ناصع»، من شجيرة شائكة إلى رمح لاسلو ومن ثم إلى صدره. جرت معركة مودورود الحاسمة في 14 مارس من عام 1074. وقاد لاسلو «القوات من بيهور» على الجناح الأيسر. هُزم شَلَمون، لكنه بدلًا من أن يستسلم لابني عمومته، فر إلى الحدود الغربية للمملكة لطلب المساعدة من صهره هنري الرابع ملك ألمانيا.

أُعلن كَيزا ملكًا، لكن شَلَمون رسخ أقدامه في موسون وبريسبورغ (الآن براتيسلافا، سلوفاكيا). تولى لاسلو إدارة كل دوقية والدهم السابقة خلال فترة حكم أخيه كَيزا، وصدّ هجوم شَلَمون على نيترا (نيترا الحالية، سلوفاكيا) في أغسطس أو سبتمبر من عام 1074، لكنه لم يستطع الاستيلاء على بريسبورغ. كان لاسلو أيضًا المستشار الأساس لأخيه كَيزا. تقول الأساطير أن كَيزا قرر بناء كنيسة مخصصة للعذراء المقدسة في فاك بعد أن فسر لاسلو دلالة ظهور أيلٍ أحمر رائع في المكان الذي ستقام فيه الكنيسة:
بينما كان الملك كَيزا والدوق لاسلو يقفان في مكانٍ بالقرب من مدينة فاك، حيث تقوم اليوم كنيسة الرسول المبارك بطرس، ظهر لهم أيل وعديد من الشموع تحترق فوق قرنيه، وبدأ يركض بسرعة أمامهما نحو الغابة، إلى أن توقف ساكنًا في المكان الذي يقوم فيه الدير اليوم. وحين أطلق الجنود سهامهم عليه، قفز إلى نهر الدانوب، ولم يروه بعد ذلك. وعلى هذا المشهد علق لاسلو المبارك: «إن ذلك لم يكن أيلًا حقًا، بل ملاكًا من الله». وقال الملك كَيزا: «أخبرني يا أخي الحبيب، ما الذي قد تشير إليه كل تلك الشموع التي رأيناها تحترق فوق قرني الأيل؟». أجاب لاسلو المبارك: «ليست تلك قرونًا، بل أجنحة؛ وليست تلك شموعًا تحترق، بل ريشًا يلمع. لقد أظهر لنا ذلك الأيل أنه يجب علينا أن نبني كنيسة العذراء المقدسة في المكان الذي غرس فيه أقدامه، وليس في أي مكان آخر».
        الأرشيف المصور المجري